# Franco Parisi
Franco Aldo Parisi Fernández (Santiago, 25 de agosto de 1967) es un economista, ingeniero comercial y político chileno. Es uno de los fundadores y actual líder del Partido de la Gente.
Fue candidato presidencial en las elecciones de 2013 y elecciones de 2021. .

## Biografía
Nació en Santiago de Chile el 25 de agosto de 1967, hijo de Antonino Segundo Parisi Sepúlveda y Zandra Teresa Fernández Ledesma. Contrajo matrimonio el 16 de junio de 1996 en Clarke, Georgia, Estados Unidos, con la ciudadana de dicho país, Laura Lee Campbell, de quien posteriormente se divorció el 5 de enero de 2009.
Estudió en la Escuela Experimental Salvador Sanfuentes y luego en el Instituto Nacional General José Miguel Carrera, además de pasar por la Escuela Militar del Libertador Bernardo O'Higgins. Luego ingresó a la carrera de Ingeniería comercial en la Universidad de Chile. Posteriormente hizo un doctorado en administración en la Universidad de Georgia.
Ha sido profesor visitante en las universidades de Rice (2002-2003), Alabama (2000), Georgia (1999) y Georgetown. En Chile fue profesor de la Facultad de Economía y Negocios de la Universidad de Chile, donde también fue vicedecano, decano interino en 2010, tras la renuncia de Felipe Morandé, y fue miembro del Grupo de Política Monetaria. Fue candidato a decano de esa facultad, elección que perdió ante Manuel Agosin. Luego dejó la Universidad de Chile para ejercer como decano de la Facultad de Negocios de la Universidad Andrés Bello, y luego como decano en la sede chilena del Institute for Executive Development (IEDE), cargo al que renunció en julio de 2012.
En la década de 1990 fue asesor de gobierno en diversas materias. El 10 de junio de 2010 fue designado consejero de la Comisión Chilena del Cobre (COCHILCO) por el presidente de la República, cesando del cargo el 10 de junio de 2012.
Durante 2011 tuvo sucesivas apariciones en programas de radio y televisión para referirse a los fenómenos de la economía en términos coloquiales, sobre todo a partir del caso La Polar. A mediados de ese año, junto con su hermano Antonino estrenaron el programa Los Parisi: el poder de la gente, emitido inicialmente en el canal de cable Vía X y luego en La Red. En marzo de 2012, asesoró a los líderes de las protestas en la región de Aysén, es hincha de Audax Italiano

## Carrera política

### Candidatura presidencial de 2013
El 30 de enero de 2012 lanzó su precandidatura independiente a la elección presidencial de 2013, planteando la posibilidad de participar en unas «primarias independientes» junto a Marco Enríquez-Ominami, quien sin embargo se negó a tal propuesta. Aunque cierto sector del Partido Regionalista de los Independientes (PRI) intentó que el partido apoyara a Parisi, dicho partido finalmente levantó su candidato propio, Ricardo Israel. Una pequeña facción de Renovación Nacional (RN) solicitó a la directiva del partido "libertad de acción" para respaldar al economista.
A principios de junio de 2013 anunció la recolección de más de 50 mil firmas, que le permitieron inscribir su candidatura ante el Servicio Electoral el 7 de agosto. En la elección alcanzó el cuarto lugar entre los nueve postulantes con un 10,11% de las preferencias.

### Candidaturas en 2017
Parisi anunció en marzo de 2015 una posible candidatura independiente a la presidencia del país para la elección de 2017, lo cual reiteró en enero de 2017, obteniendo el apoyo del partido Democracia Regional Patagónica. El 4 de abril oficializó su candidatura, sumando el apoyo de los movimientos Unidos en la Fe, Anticorrupción, Poder de la Gente y Chile Te Cuida. Sin embargo, en agosto de 2017 bajó su candidatura presidencial, y anunció una candidatura al Senado para las elecciones parlamentarias de ese año, apoyado por Democracia Regional, la cual tampoco prosperó, dado que el partido no pudo constituirse legalmente en la Región de Tarapacá, zona por la cual postularía Parisi.
En 2019, estando alejado de la política, Raúl Meza (abogado de los militares presos en Punta Peuco) buscó convencerlo para que volviera a la política y tome el cargo de vicepresidente y director del área económica del partido pinochetista Fuerza Nacional.

### Creación del Partido de la Gente y candidatura presidencial de 2021
A fines de 2019, en medio del estallido social en Chile, apareció en algunas encuestas de opinión liderando la intención de voto para la elección presidencial de 2021, a lo cual afirmó sentirse «Emocionado por el cariño» y que estaba «Por ahora alejado de la política y triste viendo como tantas cosas que anticipamos, finalmente sucedieron en Chile».
Fue uno de los fundadores del Partido de la Gente (PDG), surgido desde el movimiento Poder de la Gente. El partido fue constituido legalmente por el Servicio Electoral en julio de 2021. A través de ese colectivo, Parisi se inscribió como candidato a la elección presidencial de 2021, logrando el tercer lugar de votos en la primera vuelta de las elecciones presidenciales, detrás de José Antonio Kast y Gabriel Boric, y obtuvo la primera mayoría en la Región de Antofagasta.
Para la segunda vuelta de la elección, y tras una consulta interna no vinculante del PDG, expresó su apoyo a Kast.

## Controversias

### Deudas previsionales
El 20 de octubre de 2013, la candidata presidencial de la Alianza, Evelyn Matthei, acusó a Parisi de adeudar 100 millones de pesos a trabajadores de colegios donde él había sido representante legal. Al día siguiente, el comando de Matthei subió a su sitio web un documento con las demandas laborales en las que estaban involucradas dichas sociedades, y Matthei reiteró sus acusaciones, y afirmó que los nuevos antecedentes demostraban que la deuda llegaba a los 500 millones de pesos, por lo que Parisi estaba «inhabilitado éticamente para ser candidato». Parisi desmintió las acusaciones de Matthei y se querelló en su contra, pero la justicia la declaró inadmisible.

### Irregularidades electorales
A fines de noviembre de 2013, la sección «El Polígrafo» del diario El Mercurio publicó una nota acerca de irregularidades en la obtención de las firmas que permitieron a Parisi y a Tomás Jocelyn-Holt inscribir sus candidaturas independientes presidenciales. Días más tarde, en la prensa se dieron a conocer casos de personas que aparecían en los registros como firmantes por ambos candidatos, pero que alegaban no haberlo hecho. La Corte de Apelaciones de Santiago inició en diciembre de ese año una investigación contra el notario de Santiago Roberto Mosquera, que autorizó firmas para Parisi, la cual terminó con la formalización de Mosquera 17 de junio de 2014 por infracción a la Ley de Votaciones, y con la remoción de su cargo en febrero de 2016.
En febrero de 2014, el Servel rechazó su rendición de gastos de campaña, ya que incluía ropa interior, calcetines, cinturones, zapatos y corbatas marca Hugo Boss; además de un pago de CLP 8 000 000 a su prima por concepto de «secretaria en terreno», entre otras irregularidades.

### Denuncia de acoso sexual
En junio de 2016 se conoció de una denuncia por acoso sexual y conductas indebidas que presentó una estudiante de 19 años de la Texas Tech University, la cual participó de un viaje de estudios organizado por Parisi, quien también ejercía como profesor visitante del Departamento de Finanzas de esa institución entre septiembre de 2014 y mayo de 2015 y nombrado por el decano. Las acusaciones, la conducta inapropiada y el escándalo llevaron a que la Universidad de Alabama lo despidiera. El economista rechazó estas denuncias, calificando de «tendencioso y antojadizo», y no se pudieron comprobar las acusaciones.

### Deuda de pensión de alimentos
En septiembre de 2021, a través de un reportaje de Canal 13 se reveló al ojo público que Parisi tenía una deuda de alrededor de CLP 207 000 000  por concepto de pensión de alimentos a favor de sus dos hijos, por lo que además tiene una orden de arraigo nacional desde agosto de 2020, lo que le trajo críticas por parte del mundo público.  Ante la denuncia, la ministra de la Mujer, Mónica Zalaquett, indicó que “cualquier persona, más aún si aspira a la presidencia del país, debe cumplir con la responsabilidad que tiene con sus hijos e hijas (…) es inaceptable seguir avalando la cultura del incumplimiento que se instaló en Chile respecto a las pensiones alimenticias ”, de la misma forma, la directora de Corporación Humanas, Lorena Fries, afirmó que «no pagar pensión alimenticia es violencia económica de género».
El abogado de Parisi indicó que no habría sido notificado, pidiendo la nulidad de todo lo obrado en la causa. Días después, el 3er Juzgado de Familia rechazó el recurso de nulidad presentado por la defensa de Parisi; el Tribunal determinó que era obligación de Parisi dar a conocer su domicilio para ser notificado debidamente de la demanda y el arraigo nacional en su contra, no responsabilidad del Poder Judicial o de la parte activa del juicio.
Posteriormente, Parisi aseguró que solicitó asilo político en Estados Unidos, país donde reside —solicitud de asilo que no fue demostrada—, argumentando supuesta persecución política, agregando además que «en Chile no hay una democracia». En diciembre de 2022, se informó que habría llegado a un acuerdo judicial con su exesposa, reconociendo la existencia de una deuda y renunciando a la patria potestad de sus dos hijos, solicitando además que se levante la orden de arraigo vigente en su contra.

## Historial electoral
| Año  | Tipo           | Territorio | Pacto               | Partido | Votos   | %     | Resultado |
| ---- | -------------- | ---------- | ------------------- | ------- | ------- | ----- | --------- |
| 2013 | Presidenciales | Chile      | Fuera de pacto      | Ind.    | 665 414 | 10.11 | No electo |
| 2021 | Presidenciales | Chile      | Partido de la Gente | PDG     | 899 403 | 12.80 | No electo |